# Ruamagana
Ruamagana (em inglês: Rwamagana) é uma cidade da Ruanda situada na província (intara) do Leste. Segundo censo de 2012, havia 18 009 habitantes.
Em Ruamagana está localizado um dos campus da Universidade de Ruanda.